# Cruckshanksia
El género botánico Cruckshanksia, con 22 especies de plantas herbáceas perteneciente a la familia de las rubiáceas.
Es un género endémico  de la zona norte y central de Chile, hasta la Región Metropolitana, con 7 especies. 
Pertenece a la enorme familia Rubiaceae, la cual posee cerca de 600 géneros y más de 10 000 especies.

## Taxonomía
El género fue descrito por Hook. & Arn. y publicado en Botanical Miscellany 3: 361. 1833.
Etimología
Cruckshanksia: nombre genérico que fue otorgado en honor a Alexander Cruckshanks, viajero inglés que residió algunos años en Chile (c. 1830) y envió colecciones principalmente al botánico William Jackson Hooker.

## Especies
- Cruckshanksia bustillosii
- Cruckshanksia capitata
- Cruckshanksia chrysantha
- Cruckshanksia cistiflora
- Cruckshanksia darapskyana
- Cruckshanksia densifolia
- Cruckshanksia geisseana
- Cruckshanksia glacialis